# Marcey Jacobson
Marcella "Marcey" Jacobson (Nueva York, 27 de septiembre de 1911-San Cristóbal de Las Casas, 26 de julio de 2009) fue una fotógrafa estadounidense radicada en Chiapas, México. Es conocida por sus fotografías de los pueblos indígenas del sur de México.

## Primeros años
Jacobson nació el 27 de septiembre de 1911 en el distrito del Bronx, Nueva York.Se encontraba en Taxco, Guerrero realizando su primer viaje en México cuando se enteró por primera vez del ataque japonés a Pearl Harbor, y regresó rápidamente a Nueva York en autobús. Vio un letrero en un tranvía que anunciaba cursos financiados por el gobierno y decidió dedicarse a la redacción. Primero trabajó como dibujante para Emerson Radio en un proyecto de desarrollo de radar de alto secreto y trabajó en los diseños de varios equipos industriales en los años siguientes.
De pensamiento socialista, se involucró en causas políticas protestando en la Casa Blanca contra la ejecución prevista de Julius y Ethel Rosenberg.Su amiga, la pintora Janet Marren, se había "enamorado" de San Cristóbal de Las Casas a su llegada e invitó a Jacobson a visitarla.Jacobson había estado trabajando como dibujante mecánico en Nueva York y había visitado México varias veces antes, pero un viaje planeado de 10 días a México en septiembre de 1956, para dar seguimiento a la invitación de Marren, se tomó a raíz de las dificultades que experimentó como simpatizante del comunismo y por ser lesbiana en plena época del apogeo del macartismo, lo que conllevo a que terminara instalándose en Chiapas junto a Marren, su compañera y pareja.Aunque ocasionalmente regresaba a Nueva York para hacer algún trabajo y ganar algo de dinero, hizo de Chiapas su hogar por el resto de su vida.

## Carrera
En México, Jacobson tomó prestada una cámara Rolleiflex y aprendió por sí misma cómo tomar y revelar fotografías, utilizando libros de instrucciones como fuente de instrucción. La mayor parte de sus 14.000 negativos representaba fotografías de la vida cotidiana, que proporcionaban detalles de las prácticas comerciales y religiosas de la población local, y también de personas y paisajes.Les pedía a los estadounidenses que llegaban al área que trajeran los químicos fotográficos y el papel que necesitaba para imprimir sus fotos.
Un estudio retrospectivo y bilingüe sobre 75 de sus fotografías fue publicado por Stanford University Press en 2001 como The Burden of Time / El Cargo del Tiempo. El libro de 168 páginas, editado por Carol Karasik, incluye fotografías tomadas en las décadas de 1960 y 1970 de la vida cotidiana de los pueblos indígenas maya y ladino.El archivo de negativos de Jacobson fue destinado en 2009 a la Casa Na Bolom, un museo en San Cristóbal de Las Casas.

## Fallecimiento
Falleció de insuficiencia cardíaca a los 97 años el 26 de julio de 2009 en San Cristóbal en Chiapas, México. No dejó sobrevivientes inmediatos. Janet Marren, su pareja, había fallecido en 1998.

## Obra
- The Burden of Time / El Cargo del Tiempo, Stanford University Press, 2001. ISBN 0-8047-3877-7